# Mauro Machado
Mauro Machado (Porto Alegre, 22 de janeiro de 1975) é um  ex-futebolista brasileiro que atuava como goleiro. Atualmente é treinador de goleiros do KAS EUPEN da primeira divisão da Bélgica.

## Títulos
Torrense
- Campeonato Gaúcho de Futebol - Série A2: 1998

Bolivar
- Campeonato Boliviano: 2002 (Apertura e Clausura)
- Campeonato Boliviano: 2004 (Apertura)
- Vice Campeao Copa Sulamericana: 2004
- Campeonato Boliviano: 2005 (Apertura)

Bangu AC
- Campeão Carioca Seletiva: 2006

La Paz FC
- Campeão Copa Aerosur del Sur: 2007

Real Potosí
- Campeão Torneio Playoff: 2009

Jorge Wilstermann
- Campeão Copa Aerosur: 2011
- Ascenso: 2012